# راک مارک کریستین کابوره
راک مارک کریستین کابوره (انگلیسی: Roch Marc Christian Kaboré؛ زادهٔ ۲۵ آوریل ۱۹۵۷) یک سیاست‌مدار اهل بورکینافاسو است. وی در سال ۲۰۱۵ به عنوان رئیس‌جمهور بورکینافاسو انتخاب شد.
کابوره در سال‌های ۱۹۹۴ تا ۱۹۹۶ نیز نخست‌وزیر بورکینافاسو بود.
در ۲۴ژانویه ۲۰۲۲، در جریان کودتای ۲۰۲۲ بورکینافاسو ، کابوره توسط ارتش بازداشت و برکنار شد.  پس از اعلام این خبر، ارتش اعلام کرد که مجلس، دولت و قانون اساسی منحل شده است.